# Gran acuario de Saint-Malo
El Gran acuario de Saint-Malo (en francés: Grand aquarium Saint-Malo) es un acuario en Saint-Malo, Francia. Se inauguró en 1996 y ahora pertenece al grupo Compagnie des Alpes, que también posee muchos otros parques en Francia y Europa. El acuario alberga 11.000 animales marinos que representan a 600 especies. Abarca 4.000 metros cuadrados (43.000 pies cuadrados) y cuenta con 2.500.000 litros (660.000 USgal) de agua (el mayor acuario, excluyendo la atracción Nautibus, contiene 600.000 litros (160.000 USgal)). 360.000 personas visitan este lugar cada año, convirtiéndose en el segundo lugar turístico más visitado de la región francesa de Bretaña.